# Lusiana Conco
Lusiana Conco est une commune italienne située dans la province de Vicence en Vénétie. Elle est créée en 2019 par la fusion de Lusiana et de Conco.

## Géographie
La commune s'étend sur 61,19 km2 dans la région des Préalpes vicentines au nord-ouest de la Vénétie. L'altitude oscille entre 229 m et 1 388 m au mont Mosca.
Elle comprend les hameaux de Campana, Covolo, Fontanelle, Gomarolo, Laverda, Piazza, Rubbio, Santa Caterina et Tortima.

## Histoire
La nouvelle commune est créée le 20 février 2019 après l'approbation de la fusion par un vote favorable dans les deux communes de Lusiana et de Conco.

## Démographie
La population s'élevait à 4 653 habitants en 2019.

## Administration
| Période                                  | Période     | Identité            | Étiquette     | Qualité     |
| ---------------------------------------- | ----------- | ------------------- | ------------- | ----------- |
| 20 février 2019                          | 26 mai 2019 | Riccardo Stabile    |               | Commissaire |
| 27 mai 2019                              | En cours    | Antonella Corradin. | Liste civique |             |
| Les données manquantes sont à compléter. |             |                     |               |             |